# Didier Beugnies
Didier Beugnies (Frameries, 14 maart 1961) is een Belgisch voetbaltrainer en voormalig voetballer. Hij werd in 2014 aangesteld als hoofdcoach van RAEC Mons.

## Spelerscarrière
Beugnies speelde onder meer voor RAEC Mons, Sporting Charleroi en UR Namur.

## Trainerscarrière
In het seizoen 2012-2013 was Beugnies van oktober tot februari en enkele weken in april trainer van FC Brussels. Het volgende seizoen werd Beugnies opnieuw hoofdcoach van de club, die omgedoopt was tot RWDM Brussels FC. In januari 2014 verliet hij de club omdat hij zijn andere job niet wou opgeven.
Vanaf het seizoen 2014-2015 is hij hoofdtrainer bij RAEC Mons.